# Marietta Brambilla
Marietta Brambilla (Cassano d'Adda, 6 giugno 1807 – Milano, 6 novembre 1875) è stata un contralto italiano.

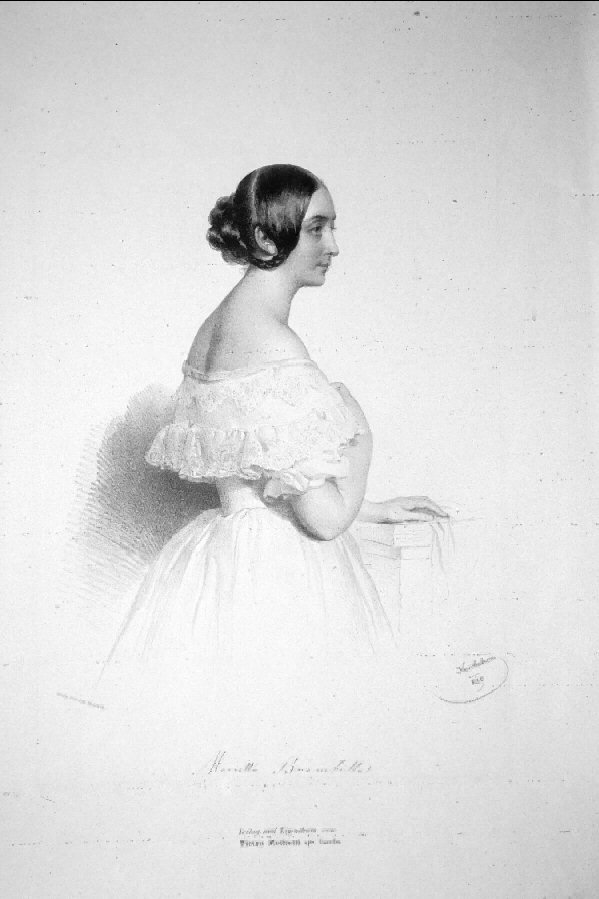
Lithographia di Josef Kriehuber, 1839

Proveniente da una famiglia di cantanti composta da cinque sorelle, fa parte della importante schiera di voci rossiniane, contralti di voce importante e tecnica molto raffinata, ed è nota, oltre che per le molteplici interpretazioni delle opere di Rossini, per essere stata la prima interprete del ruolo di Maffio Orsini nella Lucrezia Borgia e Pierotto nella Linda di Chamounix, entrambe di Gaetano Donizetti.
Nel 1824 partecipò, come protagonista in travesti, alla prima rappresentazione, presso il Teatro della Cannobiana a Milano, dell'opera di Gioachino Rossini Eduardo e Cristina, e poi, nel 1837, al Teatro alla Scala di Milano alla prima di Il giuramento di Saverio Mercadante (Bianca). Prese anche parte alla commemorazione, sempre alla Scala, del soprano Maria Malibran, con In morte di Maria Malibran de Bériot, elegia di autori vari (tra cui Donizetti).
Partecipò alla seconda versione dell'opera di Giuseppe Verdi Il corsaro di Venezia, che diverrà definitivamente nota come Ernani, eseguita nel 1847 presso il Teatro San Carlo di Napoli, teatro in cui ebbe modo di cantare numerose opere, tra cui, sempre di Verdi, il Nabucco del 1848, nel ruolo di Anna.
Marietta Brambilla Furga morì a Milano nel 1875.
Della stessa famiglia di cantanti facevano parte anche le sorelle Giuseppina Brambilla, contralto, andata sposa al tenore Corrado Miraglia, Teresa Brambilla, soprano, prima interprete di Gilda nel Rigoletto, e la nipote Teresina Brambilla, soprano, moglie di Amilcare Ponchielli.